# The Promised Land
The Promised Land är en låt skriven och framförd av Bruce Springsteen som finns med på hans album Darkness on the Edge of Town från 1978. Sången släpptes även som tredje singel från albumet i oktober samma år. Som många låtar vid den här tiden hade han först en färdig refräng men inga verser till låten men efter att ha kommit tillbaka från en bilsemester till den amerikanska delstaten Utah hade han en färdig text. På låten spelar Springsteen även munspel och sången har blivit vanlig vid hans livekonserter.